# Вознесенская церковь (Калязин)
Церковь Вознесения Господня (Вознесенская церковь) — православный храм в городе Калязине Тверской области. Построена в XVIII веке. В исторический ансамбль церкви входят северные ворота, западные ворота с часовней и сторожка.

## История
Церковь была построена на городском кладбище Калязина, к югу от старого городского вала, со временем вошла в городскую застройку. Сооружена на средства прихожан в 1781—1787 гг. Была приписана к Никольскому собору, имела приделы Тихвинской иконы Божией Матери и преподобного Макария Калязинского. В конце 1820-х — 1830-х гг. возведена взамен старой сохранившаяся колокольня, расширена трапезная, изменено оформление фасадов. В 1889—1890 гг. была построена новая трапезная, боковые притворы в виде портиков, а также притвор-паперть, соединивший колокольню с церковью. Кладбище закрыто в 1930-е гг., в советский период сломаны завершения и портики. В 2002—2012 гг. проведены реставрационные работы, частично восстановившие исторический облик.

## Архитектура
Церковь сочетает элементы разных стилей. Первоначальное здание в стиле барокко было переоформлено в духе классицизма, колокольня также относится к стилю классицизма. Трапезная имеет эклектическую архитектуру с элементами классицизма и русского стиля.
По оси здания церкви размещаются невысокий четверик с крупной апсидой, увенчанный одной главой (первоначально было пятиглавие), широкая прямоугольная трапезная, притвор и трёхъярусная (с полуярусом) колокольня. Кровля храма плавно изгибается к углам здания и к апсиде. Северный и южный фасады храма симметричны, вход обрамляли два окна (ныне заложены), над ними большое трёхчастное окно. Четверик по углам обрамляют рустованные пилястры. Главный вход находится в западном проёме колокольни, первый ярус которой окружён колоннадой из пар тосканских колонн. На уровне полуяруса находится открытая галерея. Стены в уровне полуяруса рустованы и завершаются фронтонами. Два верхних яруса имеют высокие арочные проёмы, предназначенные для звона, которые обрамляют колонны: во втором ярусе — сдвоенные ионические, в третьем — коринфские. Колокольню венчает шпиль над куполом, в куполе устроены фигурные ложные люкарны.
Северные ворота возведены в стиле позднего классицизма. Они имеют три пролёта — центральную проездную арку и боковые калитки. Пилоны центрального проёма оформлены сдвоенными колоннами ионического ордера, над которыми антаблемент с карнизом и мутулами. Боковые проёмы оформлены дорическими колоннами, на них более простой антаблемент. Ворота увенчаны треугольным фронтоном с полуциркульным проёмом ложного окна, а над калитками — аттиками с аналогичными окнами. Сохранились фрагменты росписи в технике гризайль. Ворота находятся в плохом состоянии.
Западные ворота совмещены с часовней. Массивное сооружение состоит из двух четвериков, ранее завершалось четырёхскатной кровлей. В нижнем ярусе два этажа. В первом этаже имеется арочный проезд, перекрытый коробовым сводом, на двух других фасадах имеются аналогичные глухие арки. Этажи разделены карнизом, имеющим полуциркульный изгиб над киотом. Второй этаж имеет ленточный руст. Верхний ярус оформлен лопатками, которые фланкируют фасады и делят их посередине, в каждой из половин размещается по окну. На второй этаж ведёт деревянная лестница из одного из двух узких помещений первого этажа.